# Zé do Vapor
José Domingos de Santana, mais conhecido como "Zé do Vapor" (nascido em 5 de maio de 1870 (sic), na cidade de Santo Amaro da Purificação, Bahia - falecido em 1938). Fundou o Terreiro Asepó Erán Opé Olùwa, também conhecido como "Viva Deus", da Nação Nagô Ijexá, localizado na cidade baiana de Cachoeira e tombado como patrimônio cultural nacional pelo IPHAN, no "Livro do Registro Especial dos Espaços Destinados a Práticas Culturais e Coletivas".
Foi iniciado no Candomblé para o Orixá Ogum por africano Giga de oxalá" e Tia Africana" de nome Mariana de Oxum, natural da cidade de Oxobô, capital do estado de Oxum, na Nigéria. Era conhecido como "Zé do Vapor" por ser empregado na companhia de navegação que atuava na Baia de Todos os Santos, ligando Salvador ao Porto de Cachoeira e Itaparica, onde trabalhava como cozinheiro da embarcação a vapor.
Gaiku Luíza, saudosa dirigente do Terreiro Huntoloji, na cidade de Cachoeira, no interior do estado brasileiro da Bahia, o menciona em suas recordações: "…, era cozinheiro do navio. Também fazia merenda e vendia no navio...... Criança, lembro dele carregando aqueles balaios enormes de frutas para vender no vapor....".

## O terreiro Viva Deus
As terras do Terreiro Viva Deus, foram doadas pelo maestro Manuel Tranquilino Bastos ou seu filho Eulógio Tranquilino Bastos, após uma cura realizada por Zé do Vapor em um membro da família e que apresentava uma doença desconhecida pela medicina, tratando-se, assim, de um mal espiritual.
Ao receber as terras, Zé do Vapor teria exclamado: Viva Deus! Viva Deus! Assim, denominando as terras recém recebidas. Porém, também temos relatos de que as terras doadas já se chamava "Fazenda Viva-Deus". Tal fazenda, segundo relato oral, era um local Quilombola, onde o proprietário permitia que os escravos fugidos se abrigassem.
Fundado no primeiro quartel do século XX, o Terreiro "Viva Deus" localiza-se no caminho de Terra Vermelha, cerca de 3 km da matriz do Carmo, centro da cidade de Cachoeira. Um dos acessos ao terreiro é feito subindo o Caquende, localidade tradicional desta cidade.

## Sucessores de Zé do Vapor
Zé do Vapor faleceu em 07 de junho de 1938 e foi sucedido por Iya Teófila de Oxum, sua filha espiritual. Em seguida, IyaTeófila transmite a direção do Axé ao Babalaxé Misael de Oiá, nascido em Cachoeira em 07 de março de 1913 e que era tido como um grande conhecedor das línguas e rituais afro-brasileiros.
Após esse período, em 1981, assume a direção do terreiro Luis Sérgio Barbosa, ogã de Oxum, confirmado em seu cargo pelo próprio fundador do Axé, Zé do Vapor. Pai Sergio foi confirmado para Oxum de Iá Teófila, sua mãe carnal, em 13 de janeiro de 1936.
Babalaxé Luiz Sérgio Barbosa de Oxalá era natural da Cidade de Cachoeira-BA, onde nasceu em 24 de fevereiro de 1922. Acompanhou desde menino "Zé do Vapor" em suas idas e vindas a Salvador a serviço, convivendo com o fundador do Axé até o falecimento de Zé do Vapor.
Ao assumir como Babalaxé, no início da década de 1980, Pai Sérgio reestrutura a roça com verbas pessoais. Tem sucesso no processo em que a Fundação Palmares reconhece esta comunidade como "Território Cultural Afro-Brasileiro", ato publicado do D.O.U. de 25 de fevereiro de 2001, conseguindo, ainda, a declaração de utilidade pública pela Prefeitura Municipal de Cachoeira, e olvidando esforços incansáveis, almeja conseguir o tombamento do patrimônio pelo IPHAN.
| “                   | No dia 19 de novembro de 2014, às 17h30, no Salão de Atos Baianas de Acarajé, da Governadoria, localizado no Centro Administrativo da Bahia, o então Governador da Bahia, Jaques Wagner, com a presença de várias autoridades e representantes dos terreiros, assinou os dez decretos de Registro Especial, tornando os terreiros Asepò Erán Opé Olùwa – Viva Deus, Aganjú Didê – Ici Mimó, Loba’Nekun, Loba’Nekun Filha, Humpame Ayono Huntoloji, Ilê Axé Itaylê, Inzo Incossi Mukumbi Dendezeiro, Ogodô Dey, Raiz de Ayrá e Ilê Axé Ogunjá, Patrimônio Imaterial do Estado da Bahia. | ” |
| — IPAC, 2015, p. 21 | |   |

## Os Axés descendentes
Pouco se sabe sobre Axés descendentes do Terreiro "Viva Deus" em território nacional, dando conta de que em Salvador continuam em atividade o Terreiro do Alto do Peru, herança de Iá Teófila para o seu filho Babalaxé Luiz Sérgio e, ainda, um terreiro no Nordeste de Amaralina, fundado por Egbon Pitiká de Ogum (Maria do Patrocínio de Jesus), filha de santo do Sr. Arthur de Amaralina (Tutu de Oxum), este, filho de Zé do Vapor.  
O terreiro de Egbon Pitiká foi deixado para seu filho Everaldo de Oxóssi e que faleceu em 17 de junho de 2013, sem deixar descendentes.  
Na cidade de São Félix existe o Ilê Axé Ogunjá, herança do Babalorixá Antônio de Ogum, filho de Iá Perina de Azonsu, primeira filha de santo de Iá Teófila, atualmente na direção do Babalorixá Idelson de Ogum, iniciado por Iá Perina de Azonsu.  
Na cidade de Arujá, no estado brasileiro de São Paulo, o Ilê-Ifé Axé N'Fondu Omo Oxum, dirigido pelo Babalasé João Carlos d'Oxum, sendo tataraneto do Axé Viva Deus de seu Zé do Vapor, por linhagem de seu filho, Sr. Manoel (Neive Branca), do primeiro barco de sua casa, onde foi iniciado Juvêncio de Iemanjá Ogunté que iniciou Milton de Ogum, iniciando, finalmente João Carlos D´Oxum que, em retorno ao Axé nas festividades de 100 anos de fundação do Axé, realizou sua obrigação de 21 anos, presidida pelo Babalaxé Luiz Sérgio de Oxalá.   
Finalmente, na cidade do Rio de Janeiro, embora devam existir casas da linhagem de Seu "Neive Branca", foi fundada no bairro de Campinho, em 23/04/1964, o Terreiro Filhos de Deus - Associação Religiosa, Beneficente e Cultural "Filhos de Deus", dirigida pela Iá Cajaidê de Oxalá (Elzira da S.F. dos Santos), filha de santo de Iá Piticá de Ogum, sendo introduzida no Axé no final da década de 1970 pelas mãos de sua Ialorixá, quando completou suas obrigações, culminando com a entrega de título de Ialorixás pelas mãos de Ebom Piticá.  
Pai Luiz Sergio de Oxalá faleceu em 20 de outubro de 2012, aos 93 anos de idade.

## Homenagem
O Instituto do Patrimônio Artístico e Cultural da Bahia (IPAC) menciona seu nome quando "presta justa homenagem às personalidades importantes, líderes religiosos dos terreiros, que já se foram", no encerramento da apresentação da publicação "Terreiros de Candomblé de Cachoeira e São Félix".